# Acqua Santa Maria
Acqua Santa Maria es la marca principal de la compañía Sicil Acque Minerali SRL, una compañía con oficina registrada en Ragusa y sede operacional Modica en Sicilia, el cual desde entonces 1992 dirige la extracción y embotellando de aguas minerales.

## Compañía
SI.A. m. SRL, estuvo establecido en 1992, tiene su oficina registrada en Ragusa y su sede operacional en Modica. La compañía posee una concesión minera llamada Santa Maria Zappulla, en el municipio de Modica y tiene 3 pozos activos, de hecho el producto está vendido debajo 3 marcas diferentes.
La estructura es 8,000 metros cuadrados.

## Fuente e historia

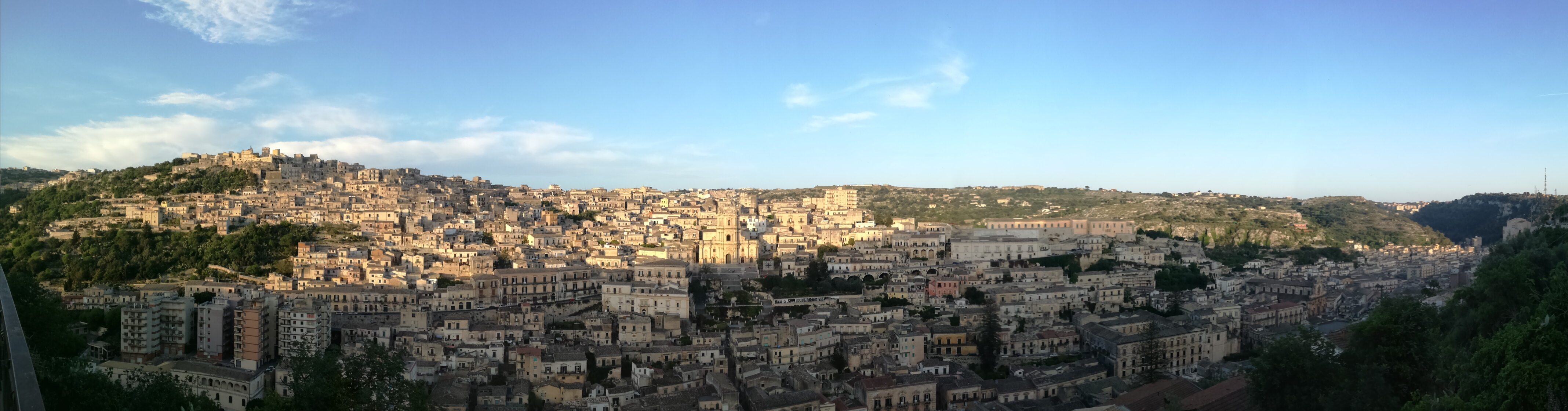
Panorama de Modica

La fuente está en el extremo sureste de Sicilia en una caliza grande, fértil llanura alta de origen tectónica en los Montes Ibleos en la zona de Modica y junta con otro río (San Francesco) forman el torrente mothicanus.
Las fuentes modicanas han sido explotadas desde tiempo antiguo. A lo largo a lo largo de estas vías fluviales, el hombre ha construido huertos y cuencas para recoger agua se remontan atrás a la dominación árabe que en Modica empezó en 844-845.
El mothicanus se une al San Liberale dando vida a la Fiumara di Modica que fluye en el Mar mediterráneo. A lo largo del Motycanus, entre las ciudades de Scicli y Modica, se encuentran cuevas y tumbas que dan fe de la presencia humana ya entre la Edad de Bronce y la Edad de Hierro.
La contrada que casas los pozos y la sede de la compañía se llama "Santa Maria Zappulla".

## Etiquetas
- Santa Maria
- Ruscella
- Roverella

## Distribución
Las aguas minerales de Sicil Acque Minerali, están vendidas principalmente en Sicilia y en los vecinos Calabria y Malta pero también en el resto de Italia.